# Église catholique au Québec
Pour un article plus général, voir Église catholique au Canada.
L’Église catholique au Québec comprend la région ecclésiastique canadienne située dans la province de Québec. Elle est formée par tous les baptisés de l'Église catholique qui sont en communion avec le pape et vivant au Québec. Il s'agit du noyau de l'Église catholique au Canada et l'archevêque de Québec est d'office le primat du Canada.
L'Église catholique est présente sur le territoire du Québec depuis le début de la colonisation européenne. Elle occupait une place importante au sein de la Nouvelle-France, puis au sein du Canada français à la suite de la conquête britannique. En effet, l'Église catholique a occupé une place prépondérante et exercé une autorité importante sur la société canadienne-française jusqu'au début des années 1960. Après, les interventions cléricales ont graduellement été réduites au sein du gouvernement québécois et de l’espace public afin d'accroître la laïcité des institutions politiques conformément aux résolutions prises à la suite du concile Vatican II qui s'est tenu de 1962 à 1965. Aujourd’hui, le patrimoine ecclésial demeure toutefois enraciné dans la culture et le paysage québécois.
L’Église catholique du Québec comprend plus de 75 % de la population totale de la province. Elle comprend 21 diocèses latins et deux éparchies des Églises catholiques orientales. L'Assemblée des évêques catholiques du Québec est l’organisation de la région ecclésiastique de la province ; elle est affiliée à la Conférence des évêques catholiques du Canada.

## Histoire

### Époque coloniale française

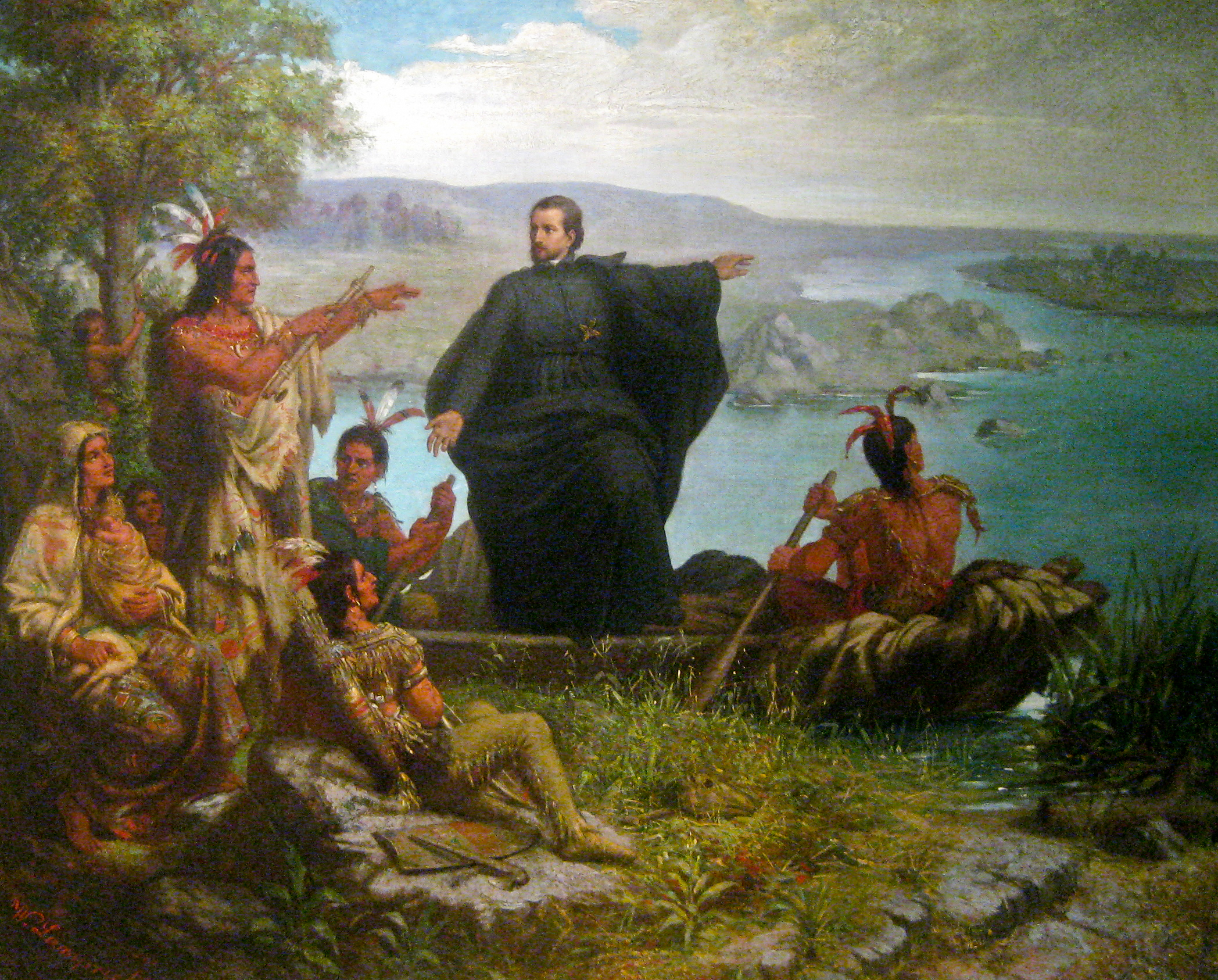
Le père Jacques Marquette avec des Amérindiens sur le fleuve Mississippi.

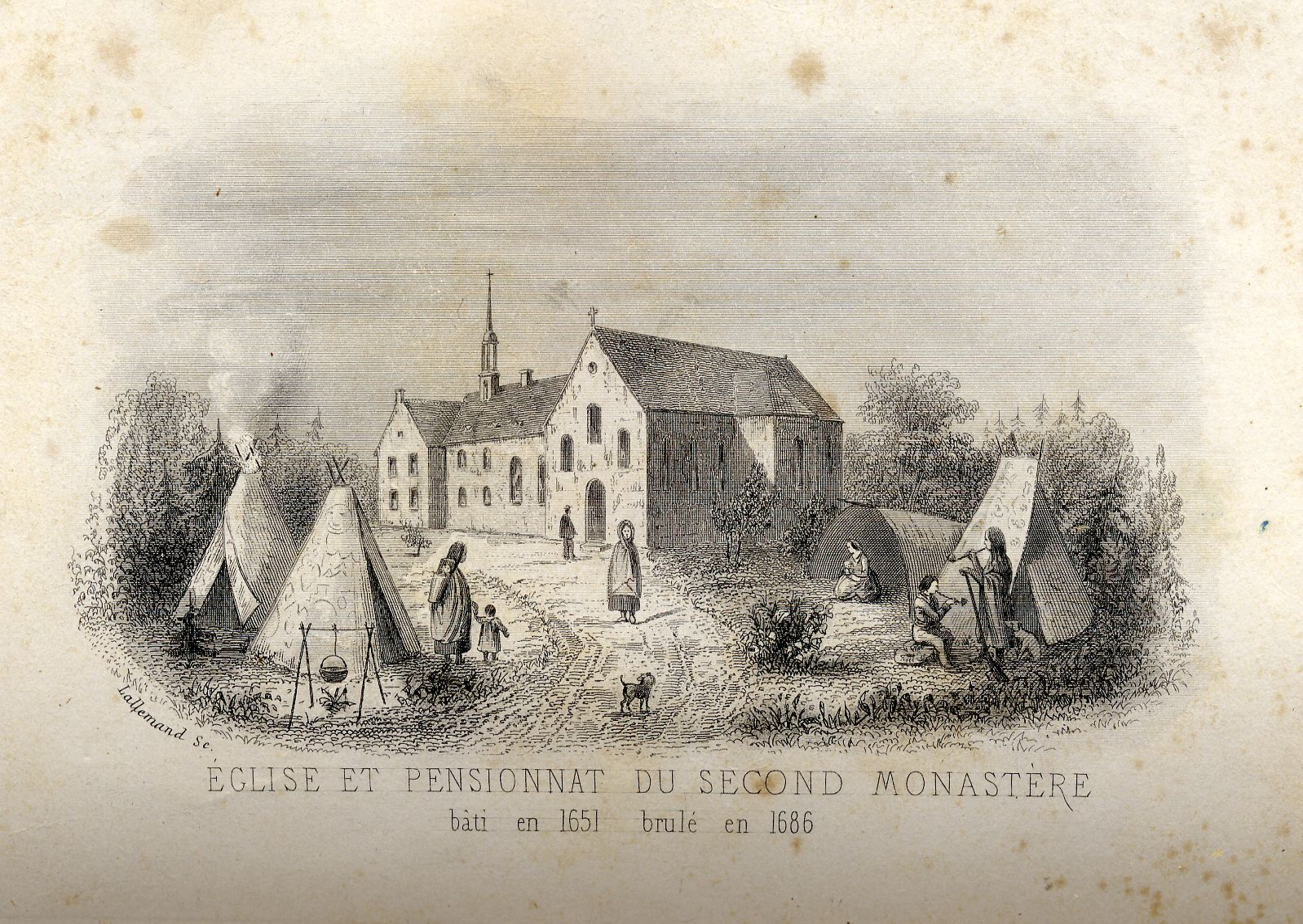
L'église et le pensionnat du second monastère des Ursulines, à Québec, gravure de 1864.

Le catholicisme apparut en Nouvelle-France avec l'arrivée des premiers explorateurs français en 1534. En effet, la première messe sur le territoire qui est aujourd'hui le Québec fut célébrée par un prêtre français de l'équipage de Jacques Cartier le 7 juillet 1534 sur la péninsule gaspésienne. À la suite de la fondation de la colonie de Québec en 1608, les premières congrégations religieuses s'implantèrent au Canada. Les Récollets, vers 1615, s'établirent de façon permanente à Québec, suivis des Jésuites vers 1625. Les premières communautés religieuses incluaient également des Sulpiciens, des Ursulines, des Hospitalières de Saint-Joseph et des Augustins. Ces congrégations se vouaient à l'éducation, à l'hospitalisation et à l'évangélisation des Amérindiens. Par ailleurs, de 1642 à 1649, lors des missions jésuites en Nouvelle-France, six prêtres et deux laïcs furent tués pour leur foi et ils devinrent collectivement les saints Martyrs canadiens. Le premier chef amérindien à se faire baptiser fut le grand chef micmac Henri Membertou en 1610. Des congrégations et des institutions religieuses furent également fondées au Canada : le Séminaire de Saint-Sulpice en 1657, la congrégation de Notre-Dame de Montréal en 1658 et les Sœurs grises en 1737.
Le vicariat apostolique de la Nouvelle-France fut créé en 1658 et François de Montmorency-Laval en devint le premier vicaire,. Ce dernier fonda le Séminaire de Québec en 1663. Le vicariat apostolique fut élevé au rang de diocèse en 1674 et devint le diocèse de Québec. François de Montmorency-Laval en fut le premier évêque,. Ce diocèse couvrait alors tout le territoire de la Nouvelle-France depuis l’Acadie jusque dans l’Ouest canadien et vers le sud en Louisiane de part et d’autre du fleuve Mississippi jusqu’au golfe du Mexique. En fait, à son point culminant en 1712, sur le continent nord-américain, seules les colonies britanniques sur la côte atlantique et la colonie espagnole de la Floride ne faisaient pas partie du diocèse de Québec. À cette époque, l’évêque de Québec était membre du Conseil souverain de la Nouvelle-France, l'organe directeur du gouvernement colonial.
Interdisant à tous les non catholiques de s’établir dans la colonie de Nouvelle-France, l’édit de Fontainebleau que proclama le roi Louis XIV en 1685 devint la clef de voûte de la prépondérance et du développement prééminent de l’Église catholique dans le Canada français et la province de Québec.

## Organisation et administration territoriale
À l'instar de l'Église catholique universelle, la grande majorité de l'Église catholique au Québec est de l'Église latine. Cette dernière est divisée en cinq provinces ecclésiastiques comprenant un archidiocèse métropolitain et des diocèses suffragants pour un total de 19 diocèses. De plus, le diocèse de Pembroke s'étend de part et d'autre de la frontière entre le Québec et l'Ontario et son évêque fait partie des assemblées épiscopales régionales des deux provinces. Il y a également deux éparchies des Églises catholiques orientales basées à Montréal. De plus, l'ordinariat militaire du Canada est l'équivalent d'un diocèse non territorial desservant les militaires catholiques des Forces armées canadiennes stationnés au Québec. La prélature de la Sainte Croix et Opus Dei est également présente au Québec et a des centres dans les régions de Montréal et de Québec.
Les évêques du Québec se rassemblent au sein de l'Assemblée des évêques catholiques du Québec et de la Conférence des évêques catholiques du Canada.

### Diocèses de l'Église latine
| Diocèse                                | Cathédrale                           | Paroisses                           | Prêtres                             | Religieux                           | Religieuses                         | Population totale                   | Population catholique               | Pourcentage catholique              |
| Province ecclésiastique de Gatineau    | Province ecclésiastique de Gatineau  | Province ecclésiastique de Gatineau | Province ecclésiastique de Gatineau | Province ecclésiastique de Gatineau | Province ecclésiastique de Gatineau | Province ecclésiastique de Gatineau | Province ecclésiastique de Gatineau | Province ecclésiastique de Gatineau |
| -------------------------------------- | ------------------------------------ | ----------------------------------- | ----------------------------------- | ----------------------------------- | ----------------------------------- | ----------------------------------- | ----------------------------------- | ----------------------------------- |
| Archidiocèse de Gatineau               | Saint-Joseph                         | 61                                  | 76                                  | 39                                  | 202                                 | 277 192                             | 231 325                             | 83,5 %                              |
| Diocèse d'Amos                         | Sainte-Thérèse-d'Avila               | 53                                  | 33                                  | 17                                  | 62                                  | 114 900                             | 91 600                              | 79,7 %                              |
| Diocèse de Rouyn-Noranda               | Saint-Joseph                         | 39                                  | 33                                  | 10                                  | 84                                  | 60 503                              | 58 901                              | 97,4 %                              |
| Province ecclésiastique de Montréal    |                                      |                                     |                                     |                                     |                                     |                                     |                                     |                                     |
| Archidiocèse de Montréal               | Marie-Reine-du-Monde                 | 219                                 | 1 283                               | 1 179                               | 4 702                               | 2 340 928                           | 1 590 150                           | 67,9 %                              |
| Diocèse de Joliette                    | Saint-Charles-Borromée               | 56                                  | 124                                 | 144                                 | 209                                 | 228 040                             | 214 875                             | 94,2 %                              |
| Diocèse de Saint-Jean–Longueuil        | Saint-Jean-l'Évangéliste             | 45                                  | 103                                 | 129                                 | 307                                 | 716 640                             | 609 144                             | 85,0 %                              |
| Diocèse de Saint-Jérôme-Mont-Laurier   | Saint-Jérôme Notre-Dame-de-Fourvière | 41                                  | 85                                  | 14                                  | 57                                  | 778 476                             | 500 732                             | 64,3 %                              |
| Diocèse de Valleyfield                 | Sainte-Cécile                        | 26                                  | 73                                  | 31                                  | 76                                  | 272 000                             | 201 000                             | 73,9 %                              |
| Province ecclésiastique de Québec      |                                      |                                     |                                     |                                     |                                     |                                     |                                     |                                     |
| Archidiocèse de Québec                 | Notre-Dame                           | 219                                 | 701                                 | 629                                 | 2 729                               | 1 195 261                           | 1 040 690                           | 87,1 %                              |
| Diocèse de Chicoutimi                  | Saint-François-Xavier                | 70                                  | 181                                 | 59                                  | 528                                 | 260 428                             | 258 085                             | 99,1 %                              |
| Diocèse de Sainte-Anne-de-la-Pocatière | Sainte-Anne                          | 58                                  | 76                                  | 1                                   | 133                                 | 91 349                              | 89 331                              | 97,8 %                              |
| Diocèse de Trois-Rivières              | Notre-Dame-de-l'Assomption           | 63                                  | 75                                  | 136                                 | 404                                 | 248 274                             | 245 108                             | 98,7 %                              |
| Province ecclésiastique de Rimouski    |                                      |                                     |                                     |                                     |                                     |                                     |                                     |                                     |
| Archidiocèse de Rimouski               | Saint-Germain                        | 105                                 | 93                                  | 29                                  | 564                                 | 149 800                             | 147 000                             | 98,1 %                              |
| Diocèse de Baie-Comeau                 | Saint-Jean-Eudes                     | 55                                  | 34                                  | 9                                   | 37                                  | 98 400                              | 90 400                              | 91,9 %                              |
| Diocèse de Gaspé                       | Christ-Roi                           | 61                                  | 48                                  | 5                                   | 150                                 | 93 449                              | 83 429                              | 89,3 %                              |
| Province ecclésiastique de Sherbrooke  |                                      |                                     |                                     |                                     |                                     |                                     |                                     |                                     |
| Archidiocèse de Sherbrooke             | Saint-Michel                         | 92                                  | 261                                 | 177                                 | 774                                 | 338 000                             | 304 000                             | 89,9 %                              |
| Diocèse de Nicolet                     | Saint-Jean-Baptiste                  | 85                                  | 146                                 | 113                                 | 448                                 | 193 865                             | 1 898                               | 98,0 %                              |
| Diocèse de Saint-Hyacinthe             | Saint-Hyacinthe-le-Confesseur        | 87                                  | 220                                 | 239                                 | 582                                 | 389 000                             | 372 000                             | 95,6 %                              |
| Province ecclésiastique d'Ottawa       |                                      |                                     |                                     |                                     |                                     |                                     |                                     |                                     |
| Diocèse de Pembroke                    | Saint-Columbkille                    | 59 (15 au Québec)                   | 74                                  | 6                                   | 134                                 | 132 000                             | 65 650                              | 49,7 %                              |

### Juridictions des Églises catholiques orientales

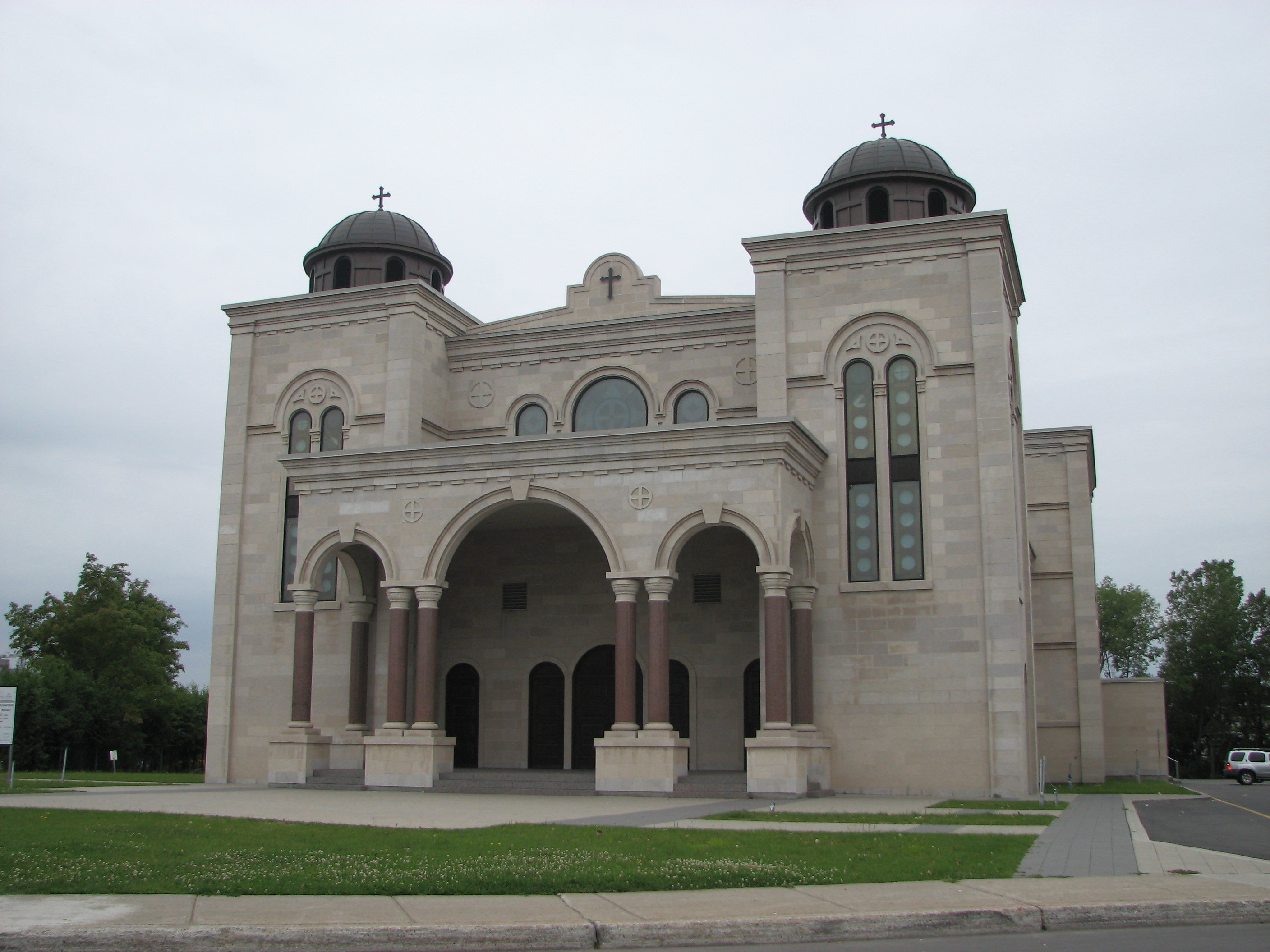
Cathédrale grecque-melkite Saint-Sauveur de Montréal.

#### Éparchies et exarchats dont le siège est au Québec
- Éparchie catholique maronite de Saint-Maron de Montréal
- Éparchie Saint-Sauveur de Montréal des Melkites
- Exarchat apostolique du Canada pour les fidèles syro-catholiques

#### Éparchies et exarchat apostolique couvrant le Québec mais dont le siège est situé ailleurs
- Éparchie catholique chaldéenne de Mar Addai de Toronto
- Éparchie catholique slovaque des Saints Cyrille et Méthode de Toronto
- Éparchie catholique ukrainienne de Toronto et de l'Est du Canada
- Éparchie Notre-Dame de Nareg des Arméniens à New York
- Éparchie Saint Georges de Canton des Roumains
- Éparchie Sainte-Marie reine de la Paix des syro-malankars des États-Unis et du Canada

## Personnalités catholiques québécoises

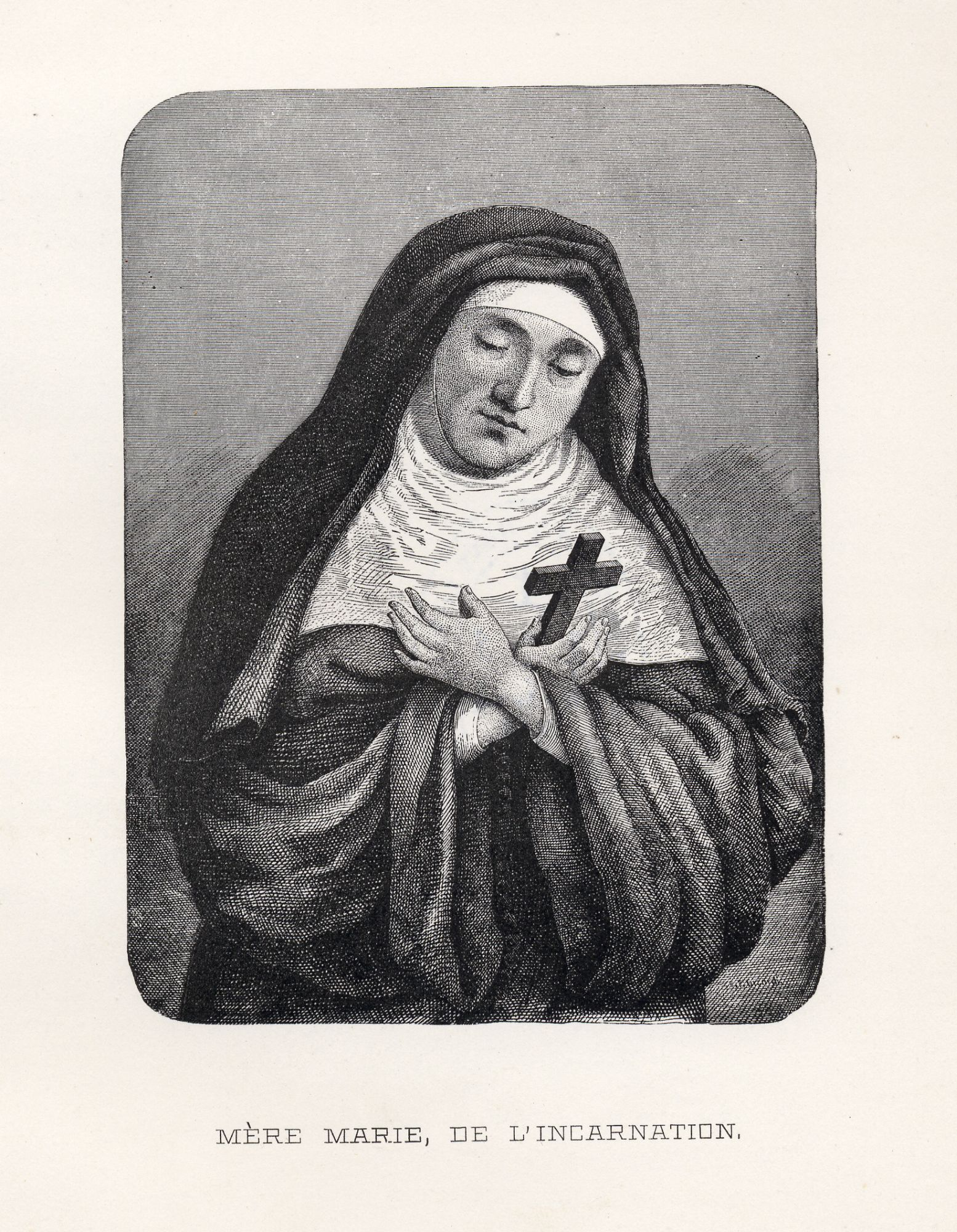
Sainte Marie de l'Incarnation.

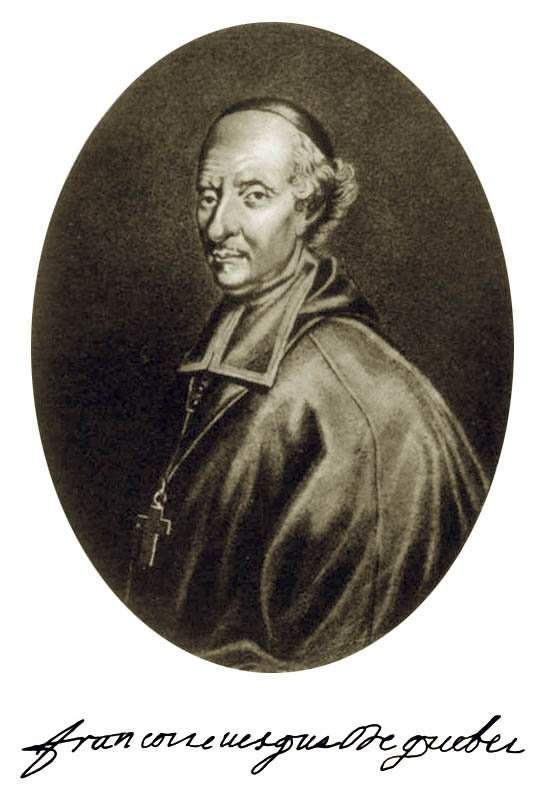
François de Montmorency-Laval, fondateur du séminaire et premier évêque de Québec.

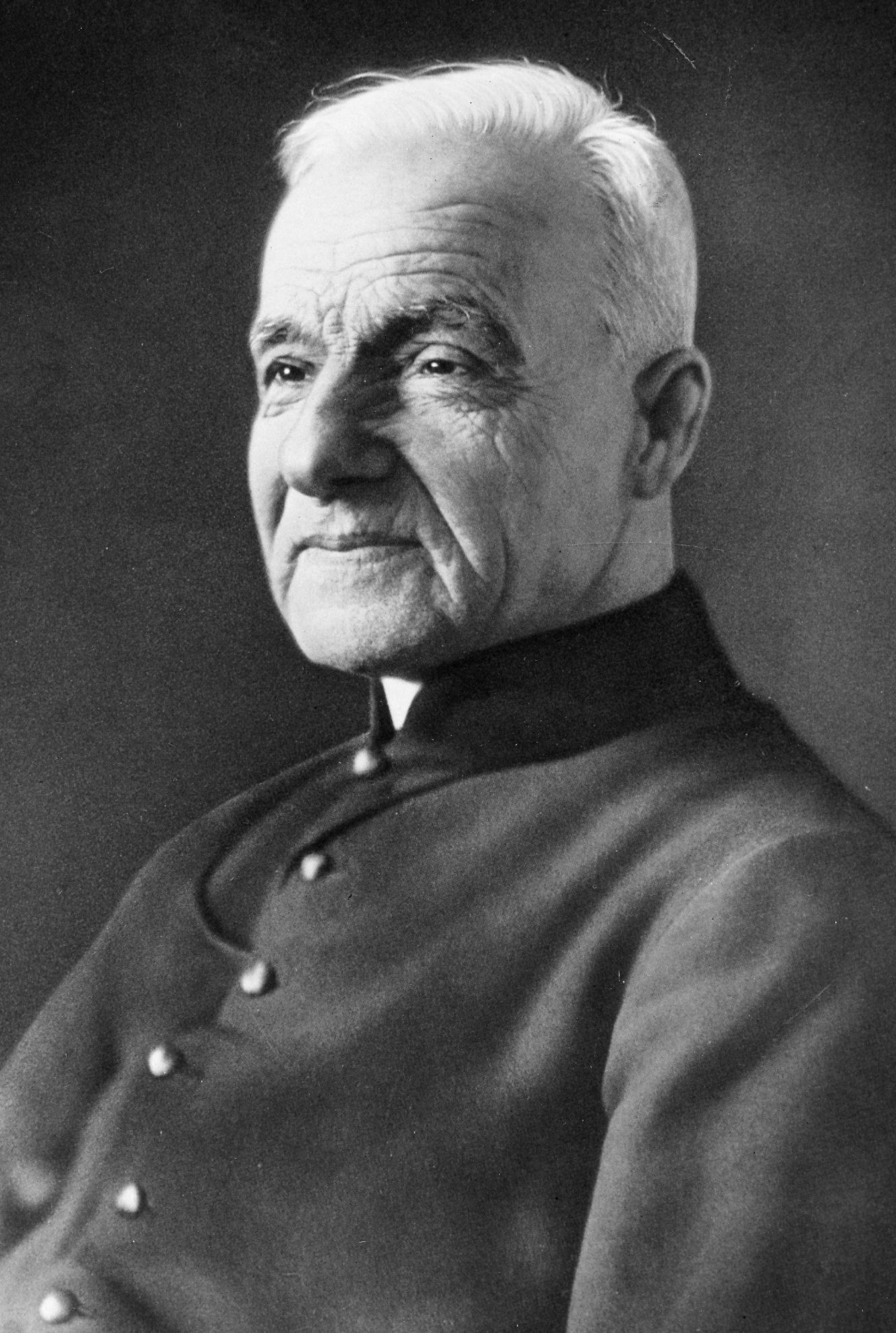
Saint Frère André.

### Saints
- André Bessette
- Kateri Tekakwitha
- François de Montmorency-Laval
- Marguerite Bourgeoys
- Marguerite d'Youville
- Marie de l'Incarnation
- Saints Martyrs canadiens
  - Jean de Brébeuf
  - Noël Chabanel
  - Antoine Daniel
  - Charles Garnier
  - René Goupil
  - Isaac Jogues
  - Jean de La Lande
  - Gabriel Lalemant

### Bienheureux
- Dina Bélanger
- Élisabeth Turgeon
- Émilie Gamelin
- Frédéric Jansoone
- Louis-Zéphirin Moreau
- Marie-Anne Blondin
- Marie-Catherine de Saint-Augustin
- Marie-Léonie Paradis
- Marie-Rose Durocher

### Vénérables
- Adolphe Chatillon
- Alfred Pampalon
- Catherine-Aurélie Caouette
- Délia Tétreault
- Jeanne Mance
- Jérôme Le Royer, sieur de La Dauversière
- Marie-Josephte Fitzbach
- Rosalie Cadron-Jetté
- William Gagnon